# Caixa (São Vicente)
Caixa (crioll de São Vicente Monti Kaxa) és un muntanya al centre-sud de l'illa de São Vicente a Cap Verd. La seva elevació és de 535 m.